# Jurij Kociubynski

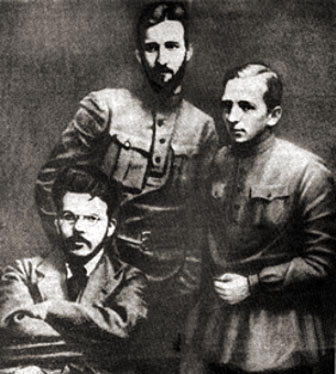
Wołodymyr Zatonski, Jur Kociubynski, Andriej Bubnow 1918

Jurij Mychajłowycz Kociubynski, ukr. Юрій Михайлович Коцюбинський, także Jur Kociubiński (ur. 25 listopada?/7 grudnia 1896 w Winnicy, zm. 8 marca 1937 w Kijowie) – ukraiński i radziecki komunista, dyplomata, komisarz spraw wojskowych.

## Życiorys
Urodził się jako syn znanego ukraińskiego pisarza – Mychajła Kociubynskiego. Uczył się w gimnazjum w Czernihowie, gdzie w 1913 roku wstąpił do SDPRR(b). W 1916 roku powołany do wojska rosyjskiego, rok później wziął udział w rewolucji bolszewickiej w Piotrogrodzie.
W latach 1919–1920 kierował gub-komami w Połtawie i Czernihowie. Brał udział w negocjacjach nad pokojem polsko-radzieckim w latach 1920–1921 – jego podpis widnieje pod traktatem ryskim.
Służył jako dyplomata w Austrii (1920–1922, 1925–1927) i Polsce (1927–1930). Od lutego 1930 roku zastępca przewodniczącego Derżplanu, po 1934 roku jego przewodniczący i wicepremier USRR.
W marcu 1935 roku wykluczony z KP(b)U i WKP(b) i skazany na 5 lat zesłania na Syberię. 5 października 1936, w czasie wielkiej czystki aresztowany przez NKWD na zesłaniu, przewieziony do Kijowa. Znalazł się na liście proskrypcyjnej Stalina z 27 lutego 1937 roku (lista osób skazanych na śmierć przez Politbiuro WKP(b)). 8 marca 1937 roku skazany przez Kolegium Wojskowe Sądu Najwyższego ZSRR na śmierć, stracony tego samego dnia. W 1955 roku został zrehabilitowany.

## Literatura
- Енциклопедія українознавства, Lwów 1993, t. 3, s. 1155